# Raymond Baudère
Raymond Baudère, né le 6 janvier 1920 à Bulle et mort le 15 décembre 2007 à Nyon, est une personnalité politique suisse, membre du parti démocrate-chrétien (PDC). Il est député du canton de Vaud au Conseil national de 1962 à 1967.

## Biographie
Raymond Baudère naît le 6 janvier 1920 à Bulle, dans le canton de Fribourg. Protestant, originaire d'Assens, il est le fils d'Henri Baudère, boucher-charcutier, et de Marie Pittet. Il épouse Simone Turin en 1958.
Après une école de commerce, comptable, il travaille comme employé de bureau dans des associations professionnelles, puis comme secrétaire général de la section vaudoise de Caritas entre 1961 et 1985,. En parallèle, il est suppléant, juge, puis vice-président du tribunal de district de Lausanne de 1961 à 1983. Il fait en outre partie de la commission permanente des CFF, préside l'Œuvre Sainte-Hélène (fondation pour femmes en difficulté) et est membre fondateur en 1975 de l'établissement médico-social Fondation Clémence à Lausanne.

### Carrière politique
Membre du Conseil communal de Lausanne de 1949 (ou 1950) à 1963, il en est le président en 1954. Il est en sus député du parti démocrate-chrétien (PDC) au Grand Conseil vaudois de 1953 à 1961.
Ayant fait le meilleur score des non-élus de la liste démocrate-chrétienne lors des élections fédérales de 1959, il entre au Conseil national en 1962 à la faveur du décès de Paul Frainier. Il y siège jusqu'à la fin de la législature suivante, en 1967,.